# Panaxia basinigra
Panaxia basinigra là một loài bướm đêm thuộc phân họ Arctiinae, họ Erebidae.